# نادي العهد في البطولات الآسيوية
نادي العهد الرياضي هو نادي كرة قدم لبناني يقع مقرّه في مدينة بيروت. أوّل مشاركة للنادي في البطولات الآسيوية كانت في كأس الاتحاد الآسيوي 2005، عندما جمعته القرعة بنادي ديمبو الهندي والحسين الأردني في دور المجموعات. أنهى العهد المرحلة في المركز الثاني، وتأهل لربع النهائي حيث واجه سون هي الصيني وخسر أمامه بنتيجة 2–3 بالمجموع.
في 2016، وصل النادي إلى نصف النهائي لكنه خرج بنتيجة 3–4 أمام نادي القوة الجوية العراقي. في 2019، تغلّب العهد على نادي 25 أبريل في النهائي وحقق اللقب، وهو أول نادي لبنان ينجز ذلك بعد خسارة النجمة في نهائي 2005 والصفاء في نهائي 2008.

## المباريات
| الموسم | البطولة             | المرحلة         | النادي            | الذهاب           | الإياب           | النتيجة                           |
| ------ | ------------------- | --------------- | ----------------- | ---------------- | ---------------- | --------------------------------- |
| 2005   | كأس الإتحاد الآسيوي | المجموعات       | ديمبو             | 3–1              | 4–1              | المركز الثاني في المجموعة الثاني  |
| 2005   | كأس الإتحاد الآسيوي | المجموعات       | الحسين            | 1–1              | 0–2              | المركز الثاني في المجموعة الثاني  |
| 2005   | كأس الإتحاد الآسيوي | ربع النهائي     | سون هي            | 1–0              | 1–3              | 2–3                               |
| 2006   | كأس الإتحاد الآسيوي | المجموعات       | ماهيندرا يونايتد  | 2–2              | 1–2              | المركز الثاني في المجموعة الثانية |
| 2006   | كأس الإتحاد الآسيوي | المجموعات       | المحرق            | 0–2              | 4–2              | المركز الثاني في المجموعة الثانية |
| 2006   | كأس الإتحاد الآسيوي | المجموعات       | بروذيرز يونيون    | 6–2              | 3–1              | المركز الثاني في المجموعة الثانية |
| 2009   | كأس الإتحاد الآسيوي | المجموعات       | نيفتشي فرغانة     | 5–1              | 1–2              | المركز الثالث في المجموعة الأولى  |
| 2009   | كأس الإتحاد الآسيوي | المجموعات       | البسيتين          | 1–1              | 2–4              | المركز الثالث في المجموعة الأولى  |
| 2009   | كأس الإتحاد الآسيوي | المجموعات       | التلال            | 3–0              | 1–2              | المركز الثالث في المجموعة الأولى  |
| 2010   | كأس الإتحاد الآسيوي | المجموعات       | نسف قرشي          | 0–4              | 0–4              | المركز الرابع في المجموعة الثالثة |
| 2010   | كأس الإتحاد الآسيوي | المجموعات       | كاظمة             | 1–2              | 0–1              | المركز الرابع في المجموعة الثالثة |
| 2010   | كأس الإتحاد الآسيوي | المجموعات       | الجيش             | 1–1              | 3–6              | المركز الرابع في المجموعة الثالثة |
| 2011   | كأس الإتحاد الآسيوي | المجموعات       | أربيل             | 1–2              | 2–6              | المركز الثاني في المجموعة الخامسة |
| 2011   | كأس الإتحاد الآسيوي | المجموعات       | العروبة           | 2–0              | 0–1              | المركز الثاني في المجموعة الخامسة |
| 2011   | كأس الإتحاد الآسيوي | المجموعات       | الكرامة           | 4–1              | 2–3              | المركز الثاني في المجموعة الخامسة |
| 2011   | كأس الإتحاد الآسيوي | ثمن النهائي     | موانغتونع يونايتد | 0–4 (خارج ملعبه) | 0–4 (خارج ملعبه) | 0–4 (خارج ملعبه)                  |
| 2012   | كأس الإتحاد الآسيوي | المجموعات       | في بي             | 5–3              | 0–1              | المركز الثالث في المجموعة الثالثة |
| 2012   | كأس الإتحاد الآسيوي | المجموعات       | الإتفاق           | 1–3              | 0–0              | المركز الثالث في المجموعة الثالثة |
| 2012   | كأس الإتحاد الآسيوي | المجموعات       | الكويت            | 0–4              | 0–1              | المركز الثالث في المجموعة الثالثة |
| 2016   | كأس الإتحاد الآسيوي | المجموعات       | ألتين أسير        | 3–0              | 0–2              | المركز الأول في المجموعة الأولى   |
| 2016   | كأس الإتحاد الآسيوي | المجموعات       | الوحدات           | 3–2              | 2–3              | المركز الأول في المجموعة الأولى   |
| 2016   | كأس الإتحاد الآسيوي | المجموعات       | الحد              | 1–0              | 5–2              | المركز الأول في المجموعة الأولى   |
| 2016   | كأس الإتحاد الآسيوي | ثمن النهائي     | الوحدة            | 4–0 (H)          | 4–0 (H)          | 4–0 (H)                           |
| 2016   | كأس الإتحاد الآسيوي | ربع النهائي     | المحرق            | 1–0              | 2–0              | 3–0                               |
| 2016   | كأس الإتحاد الآسيوي | نصف النهائي     | القوة الجوية      | 2–3              | 1–1              | 3–4                               |
| 2018   | كأس الإتحاد الآسيوي | المجموعات       | الزوراء           | 1–1              | 1–1              | المركز الأول في المجموعة الثانية  |
| 2018   | كأس الإتحاد الآسيوي | المجموعات       | المنامة           | 3–1              | 1–0              | المركز الأول في المجموعة الثانية  |
| 2018   | كأس الإتحاد الآسيوي | المجموعات       | الجيش             | 1–1              | 4–1              | المركز الأول في المجموعة الثانية  |
| 2018   | كأس الإتحاد الآسيوي | نصف نهائي الغرب | القوة الجوية      | 2–2              | 1–3              | 3–5                               |
| 2019   | كأس الإتحاد الآسيوي | المجموعات       | القادسية          | 0–0              | 1–0              | المركز الأول في المجموعة الثالثة  |
| 2019   | كأس الإتحاد الآسيوي | المجموعات       | المالكية          | 2–1              | 0–0              | المركز الأول في المجموعة الثالثة  |
| 2019   | كأس الإتحاد الآسيوي | المجموعات       | السويق            | 4–2              | 1–0              | المركز الأول في المجموعة الثالثة  |
| 2019   | كأس الإتحاد الآسيوي | نصف نهائي الغرب | الوحدات           | 0–0              | 1–0              | 1–0                               |
| 2019   | كأس الإتحاد الآسيوي | نهائي الغرب     | الجزيرة           | 1–0              | 0–0              | 1–0                               |
| 2019   | كأس الإتحاد الآسيوي | النهائي         | 25 أبريل          | 1–0              | 1–0              | 1–0                               |
| 2020   | كأس الإتحاد الآسيوي | المجموعات       | هلال القدس        | 2–1              |                  |                                   |
| 2020   | كأس الإتحاد الآسيوي | المجموعات       | نادي المنامة      |                  | 0–1              |                                   |
| 2020   | كأس الإتحاد الآسيوي | المجموعات       | الجيش             |                  |                  |                                   |